# A Republikanska futbolna grupa 1987-1988
L'edizione 1987-88 della A PFG vide la vittoria finale del Vitosha Sofia, che conquista il suo diciassettesimo titolo.
Capocannoniere del torneo fu Nasko Sirakov del Vitosha Sofia con 28 reti.

## Classifica finale
|    | Classifica                     | G  | V  | N  | P  | GF | GS | Dif | Pt |
| -- | ------------------------------ | -- | -- | -- | -- | -- | -- | --- | -- |
| 1  | Vitoša Sofja                   | 30 | 20 | 8  | 2  | 67 | 29 | +38 | 48 |
| 2  | CFKA Sredec Sofija (C)(CB)     | 30 | 20 | 6  | 4  | 76 | 32 | +44 | 46 |
| 3  | Trakia Plovdiv                 | 30 | 15 | 9  | 6  | 52 | 31 | +21 | 39 |
| 4  | Slavia Sofia                   | 30 | 14 | 10 | 6  | 48 | 30 | +18 | 38 |
| 5  | Lokomotiv Sofia                | 30 | 12 | 8  | 10 | 47 | 47 | 0   | 32 |
| 6  | Beroe Stara Zagora             | 30 | 11 | 7  | 12 | 41 | 44 | -3  | 29 |
| 7  | Lokomotiv Plovdiv              | 30 | 12 | 4  | 14 | 44 | 59 | -15 | 28 |
| 8  | Sliven                         | 30 | 11 | 5  | 14 | 35 | 43 | -8  | 27 |
| 9  | FK Etăr                        | 30 | 10 | 6  | 14 | 44 | 41 | +3  | 26 |
| 10 | Spartak Varna                  | 30 | 10 | 6  | 14 | 36 | 52 | -16 | 26 |
| 11 | Minjor Pernik (N)              | 30 | 10 | 5  | 15 | 34 | 36 | -2  | 25 |
| 12 | Pirin Blagoevgrad              | 30 | 7  | 11 | 12 | 32 | 37 | -5  | 25 |
| 13 | Lokomotiv Gorna Orjahovica (N) | 30 | 11 | 3  | 16 | 41 | 57 | -16 | 25 |
| 14 | Botev Vraca                    | 30 | 8  | 8  | 14 | 34 | 46 | -12 | 24 |
| 15 | Černomorec Burgas              | 30 | 9  | 3  | 18 | 27 | 50 | -23 | 21 |
| 16 | Spartak Pleven                 | 30 | 6  | 9  | 15 | 37 | 61 | -24 | 21 |

- (C) Campione nella stagione precedente
- (N) squadra neopromossa
- (CB) vince la Coppa di Bulgaria

### Verdetti
- Vitoša Sofia Campione di Bulgaria 1987-88.
- Černomorec Burgas e Spartak Pleven retrocesse in B PFG.

### Qualificazioni alle Coppe europee
- Coppa dei Campioni 1988-1989: Vitoša Sofia qualificato.
- Coppa UEFA 1988-1989: Trakia Plovdiv e Slavia Sofia qualificate.